# Susanna Knechtl
Susanna Knechtl (* 1978 in Wien in Österreich) ist eine österreichische Schauspielerin.

## Leben
Knechtl absolvierte von 1996 bis 1999 die Schauspielschule von Prof. Krauss in Wien und schloss ihr Studium mit einer Diplomprüfung ab. Ihre erste Rolle spielte sie 1999 in dem Bergdrama über einen Bruderzwist Liebe versetzt Berge, wo sie an der Seite von Jochen Horst, Harald Krassnitzer und Christine Mayn besetzt war. Daran schlossen sich kleinere Rollen in Kommissar Rex (2000), München 7 und SOKO Kitzbühel (2003) an, bevor sie von 2003 bis 2006 in der Familienserie Schlosshotel Orth in der Rolle der Iris Baier besetzt war. 
Im Jahr 2003 verkörperte sie die Schriftstellerin Ingeborg Bachmann in der biografischen Verfilmung Ich weiss keine bessere Welt. Von 2005 bis 2008 hatte Knechtl dann die weibliche Hauptrolle in der Hotelserie Fünf Sterne inne, wo sie als Amelie Amann das Herz des Hotelerben Stefan Lindbergh, gespielt von Ralf Bauer, erobert. Daran schlossen sich weitere Rollen in diversen Fernsehserien an. Des Weiteren war sie in Reinhard Schwabenitzkys Filmkomödie Furcht und Zittern besetzt, die 2010 in Österreich ins Kino kam. Ebenfalls 2010 trat Knechtl im 3raum-Anatomietheater in Wien unter der Regie von Hubert Kramar in Oscar Wildes Bühnenstück Bunbury auf. 
2011 spielte Knechtl in der Verfilmung Wachgeküsst nach Utta Danellas gleichnamigen Roman die Rolle der Kate. In Schafkopf – A bissel was geht immer stand sie 2012 als schwer arbeitende Mutter in der Folge Ein ganz armer Hund auf der Besetzungsliste.

## Filmografie
- 2000: Liebe versetzt Berge (Fernsehfilm)
- 2000: Kommissar Rex (Fernsehserie)
- 2003: München 7 (Fernsehserie, Folge Föhn)
- 2003: SOKO Kitzbühel (Fernsehserie, Folge Die Bestattung)
- 2003: Ich weiss keine bessere Welt (Ingeborg Bachmann)
- 2003–2006: Schlosshotel Orth (Fernsehserie, 37 Folgen)
- 2005–2008: Fünf Sterne (Fernsehserie, 33 Folgen)
- 2008: Um Himmels Willen (Fernsehserie)
- 2009: Zwei Ärzte sind einer zu viel (Fernsehserie, Folge Reif für die Insel)
- 2009: Utta Danella – Was ich an Dir liebe
- 2009: SOKO Kitzbühel (Folge Restrisiko)
- 2009: Die Hüttenwirtin (Fernsehfilm)
- 2009: Furcht und Zittern (Kinofilm)
- 2010: Die Bergretter (Fernsehserie, Folge Nur die Hoffnung zählt)
- 2011: Utta Danella – Wachgeküsst
- 2012: Schafkopf – A bissel was geht immer (Fernsehserie, Folge 4 Ein ganz armer Hund)
- 2018: Loslassen

## Theater
- 2000: Kochen mit Elvis – Regie: J. Jagg – Kosmos Theater Bregenz
- 2001: Der keusche Lebemann – Regie: Thaddäus Podgorski – Wiener Kammerspiele
- 2001: Doppeltüren – Regie: Charlotte Kaunzner – Kleines Theater Salzburg
- 2001: Der Reigen (Arthur Schnitzler) – Regie: René Zisterer – Augenspieltheater in Hall in Tirol
- 2002: Hautnah (Patrick Marber) – Regie: G. Clementi – Theater Carambolage Bozen
- 2004: Der verkaufte Großvater (Volkskomödie von Franz Streicher) – Regie: Michael Gampe – Waldviertler Hoftheater
- 2009: Schöne Körper … als Anja – Regie: CharlotteDerStern – Theater Drachengasse in Wien
- 2009: Der Brandner Kaspar schaut ins Paradies – Regie: H. P. Horner – Waldbühne Bromberg
- 2010: Bunbury … als Gwendolyn (Oscar Wilde) – Regie: Hubert Kramar – 3raum-Anatomietheater in Wien
- 2012: Helden der Nacht … als Demeter – Regie: CharlotteDerStern – Theater Drachengasse in Wien